# 至聖三者大聖堂 (トビリシ)
トビリシの至聖三者大聖堂（しせいさんしゃだいせいどう、グルジア語: წმინდა სამების საკათედრო ტაძარი, 英語: Tbilisi Holy Trinity Cathedral）は、ジョージアの首都、トビリシの旧市街地、アヴラバリにある至聖三者を記憶する正教会の大聖堂であり、グルジア正教会の主要な大聖堂。聖堂のグルジア語名である「ツミンダ・サメバ」（グルジア語: წმინდა სამება）は、至聖三者を意味する。グルジア語名から片仮名で転写して「ツミンダ・サメバ大聖堂」「サメバ大聖堂」とも呼ばれる。
1995年から2004年の間に建設された。ジョージアのみならず南コーカサス一帯において最大の宗教的建築物であり、世界の正教会の中でも最大の聖堂の一つに数えられる。

## ギャラリー

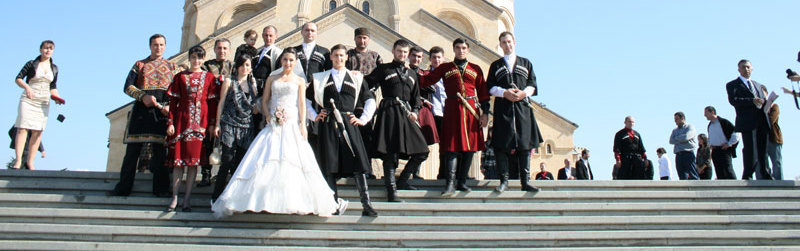
婚配式（結婚式）後の記念撮影。男性はグルジアの民族衣装を着用している。
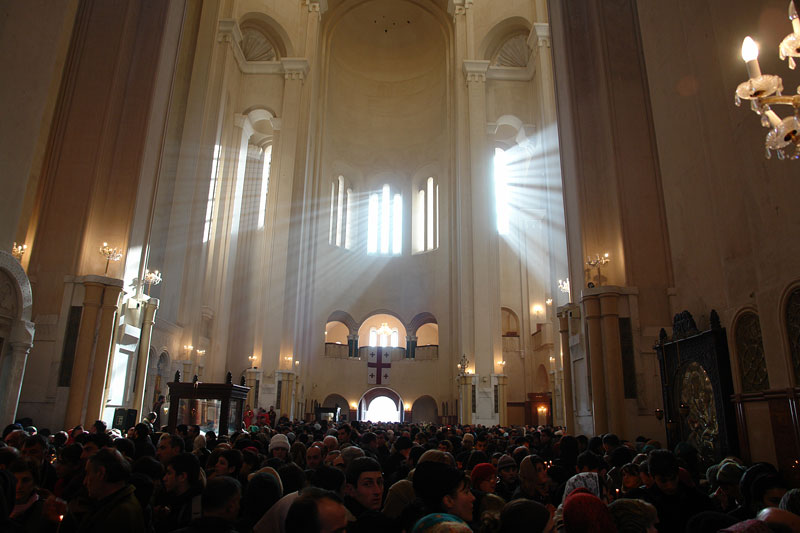
奉神礼への参祷者で埋めつくされた内部
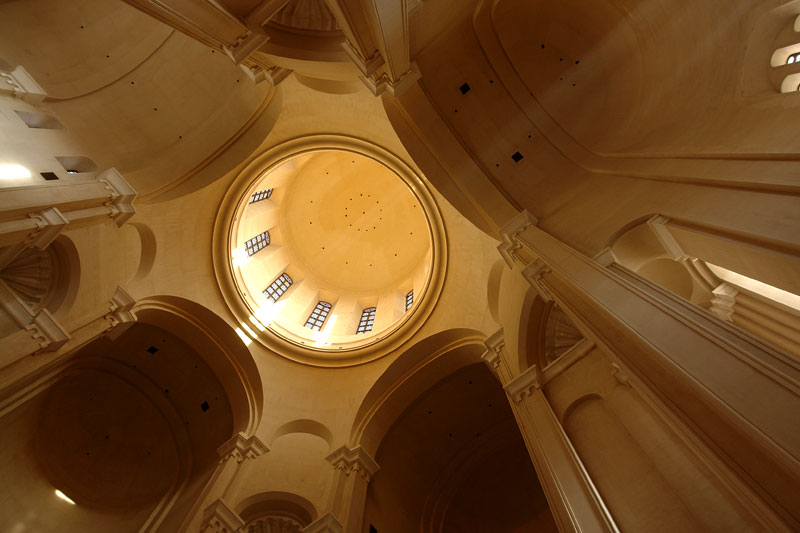
ドーム内観
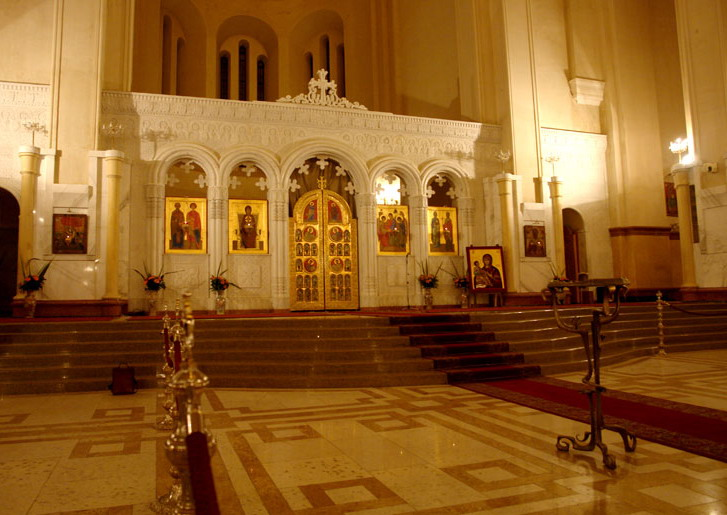
イコノスタシス
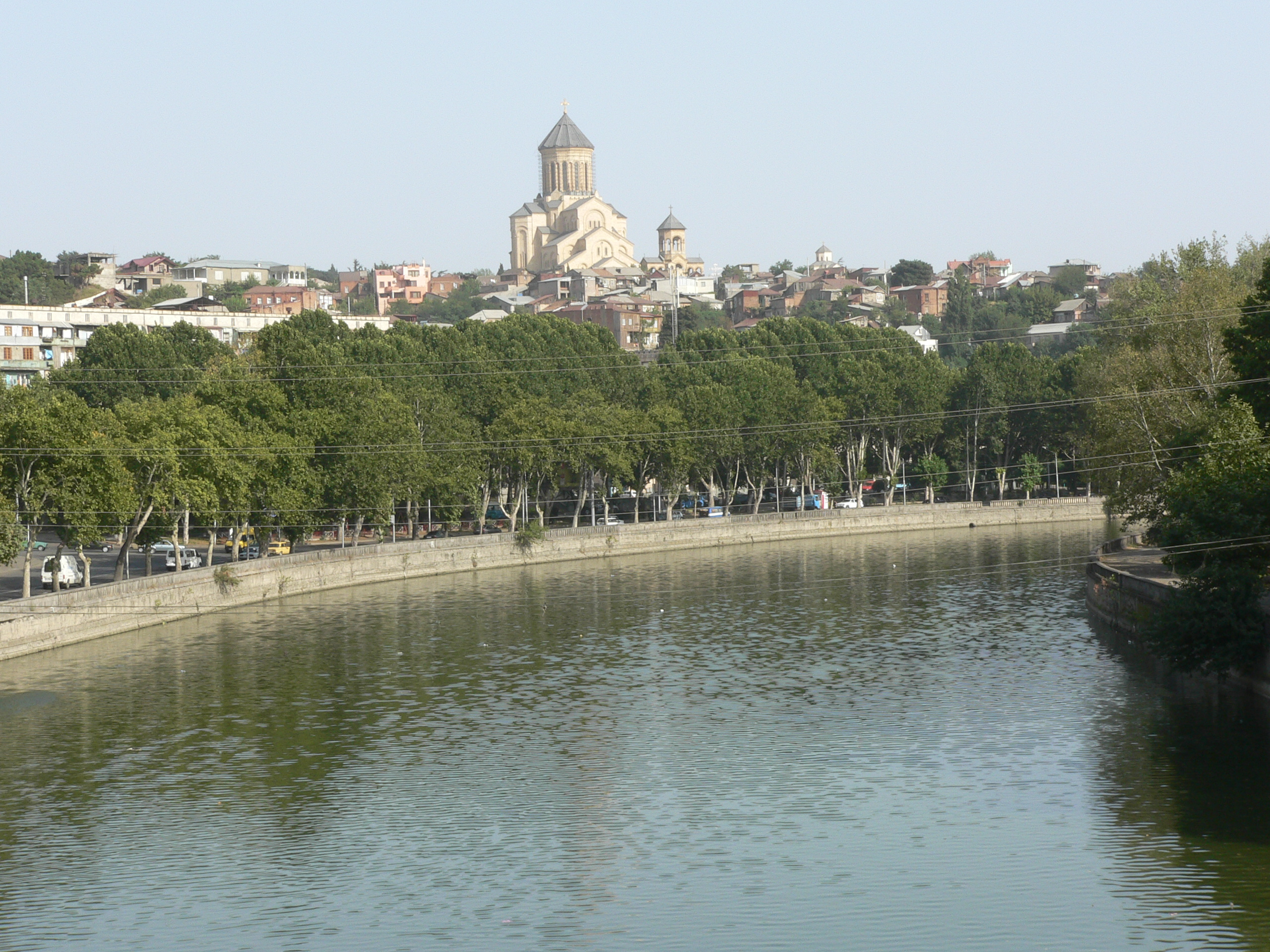
遠景
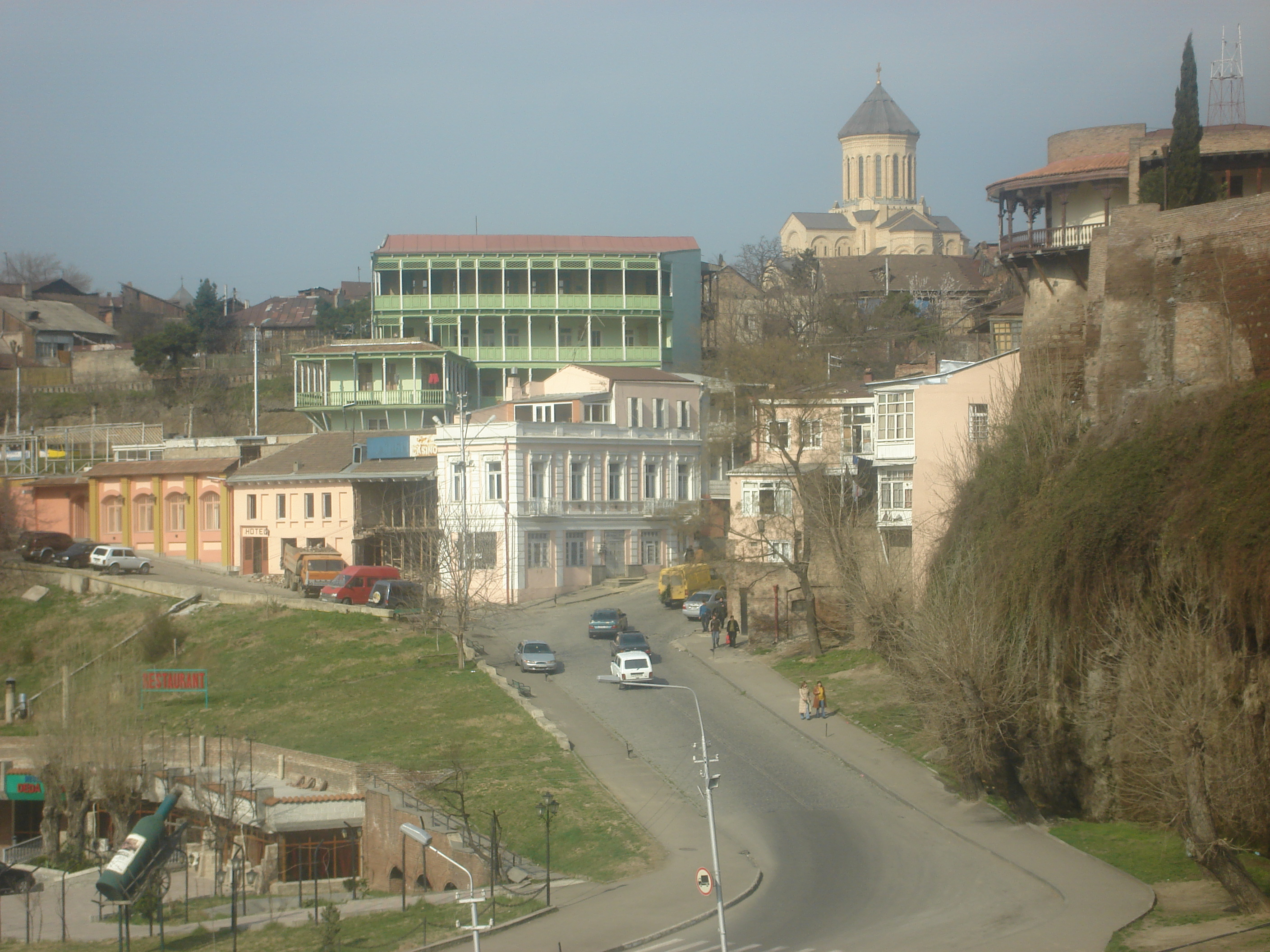
遠景